# Zeche Trompette (Dortmund)
Die Zeche Trompette ist ein ehemaliges Steinkohlebergwerk in Hörde. Das Bergwerk war auch unter den Namen Zeche Trompete, Zeche Tromphete, Zeche Trompetter, Zeche Trompete im Bickenfelde und Zeche Trompete im Birkenfeld bekannt. Das Bergwerk war bereits im Jahr 1734 in Betrieb. Die Mutung für das Bergwerk wurde jedoch erst im Jahr 1749 eingelegt.

## Bergwerksgeschichte

### Die Anfänge
Im Jahr 1734 betrieb das Bergwerk gemeinsam mit der Zeche Lier einen Schacht. In seinem Bericht aus dem Jahr 1737 stellte der Domainenrath Francke fest, dass auf dem Bergwerk Raubbau betrieben wurde. Am 14. August des Jahres 1749 wurde die Mutung unter dem Namen Trompetter eingelegt. Als Muter traten auf Phillipus Heimsath, Elias Heimsath und Daniel Hustler auf. Gemäß dem Mutschein begehrten die drei Muter eine nachgekohlte Kohlenbank. Ab dem Jahr 1755 war das Bergwerk in Betrieb. Im Jahr 1761 wurde der Stollen aus dem Möllenhofs Siepen aufgefahren. Im selben Jahr wurde eine Mutung auf eine mit dem Stollen entblößte Kohlenbank eingelegt. Als Muter traten auf: Elias Heimesath jun., Daniel Horster, Henrich Wilhelm Franzen, Cornelius Wüste, C. Schnidding und  Gerhard Mühlmann. Gemutet wurde ein Grubenfeld von der Größe einer Fundgrube und sechs Maaßen. Neben dem Stollen waren auch noch mehrere Schächte abgeteuft worden. Der letzte Schacht hatte eine Teufe von sieben Lachtern. Unterhalb der alten Stollensohle wurde eine Grundstrecke betrieben. Am östlichen Ende dieser Strecke befand sich ein Schacht mit einer Teufe von neun Lachtern. Der Schacht wurde als Förderschacht verwendet. Von diesem Schacht ausgehend wurde ein Aufhauen aufgefahren. Diese Strecke sollte mit der Grundstrecke verbunden werden, um die Bewetterung zu verbessern.

### Der weitere Betrieb
Am 10. Februar des Jahres 1763 berichteten die Berggeschworenen Vogt und Spoerer dem Bergamt den Zustand des Bergwerks. Gemäß ihrem Bericht war der Stollen im Moellenhoffs Siepen in der Nähe der Moellenhoff Scheune angesetzt worden und sollte weiter in südwestlicher Richtung aufgefahren werden. Am 23. Mai desselben Jahres erfolgte die Inaugenscheinnahme. Am 3. November befürwortete der Berggeschworene Heintzmann die Auffahrung des Stollens. Am 23. November wurde die Konzession zur Anlegung eines tiefen Stollens erteilt. Am 15. Oktober des Jahres 1768 wurde das gemutete Grubenfeld vermessen. Im Jahr 1771 waren als Gewerken der Geschworene Brenner, Leonhard Winter, Christian Klewitz, Peter Kost, Daniel Horster, Caspar Schmidding und Jodocus Schweer Schumacher in den Unterlagen vermerkt. Die Verleihung war bis zu diesem Zeitpunkt noch nicht erteilt worden. Die Rezeßgelder wurden bezahlt. Im Jahr 1784 war das Bergwerk weiterhin in Betrieb. Am 20. Juli desselben Jahres stattete der Leiter des märkischen Bergreviers, der Freiherr vom Stein, dem Bergwerk einen Besuch ab, um es zu befahren. Die Zeche Trompette war eines von zwölf Bergwerken, welche vom Stein auf seiner zweitägigen Reise durch das Bergrevier Hoerde befuhr. Vom Stein machte in seinem Protokoll Angaben über den Zustand des Stollens. Er bemängelte in seinem Bericht die mangelhafte Wasserhaltung im Stollen. Am 28. Juli des Jahres 1789 wurde ein Längenfeld verliehen. Die äußere nördliche Markscheide des Bergwerks befand sich 320 Meter südlich von der Ortschaft Benninghofen. Das Bergwerk wurde im 19. Jahrhundert stillgelegt, ein genaues Stilllegungsdatum ist in den Unterlagen nicht genannt.